# Eosuchus
Eosuchus — вимерлий рід крокодиломорфної євсухії, що традиційно вважається гавіалоїдним крокодилом. Можливо, він був одним із найбільш базальних серед усіх гавіалоїдів. Скам'янілості були знайдені у Франції, а також у східній частині Північної Америки в Меріленді, Вірджинії та Нью-Джерсі. Шари, з яких були знайдені зразки, датуються пізнім палеоценом і раннім еоценом.

## Відкриття
Назва Eosuchus вперше була використана в 1907 році для опису одного зразка, знайденого в північній Франції поблизу бельгійського кордону, віднесеного до типового виду Eosuchus lerichei. Другий вид, Eosuchus minor, був насправді відкритий раніше в 1870 році Отніелем Чарльзом Маршем, але був віднесений до роду Gavialis. Зразок малого голотипу Gavialis YPM 282 складався з фрагментів черепа та ізольованих хребців, знайдених у формації Manasquan в окрузі Монмут, Нью-Джерсі, що датується іпрським етапом раннього еоцену. Назва виду minor стосується відносно невеликого розміру тварини, оціненого не більше 2 метрів, порівняно з іншими гавіалоїдами, такими як сучасний гаріал, який може вирости до 5 метрів у довжину. Однак пізніше цей вид був визнаний відмінним від Gavialis на основі певних аспектів відомого матеріалу черепа. Нова родова назва Thecachampsoides була запропонована для виду G. minor у 1986 році. Тісний зв’язок між T. minor і Eosuchus lerichei завжди був очевидним, але лише в 2006 році ім’я Eosuchus було застосовано до зразків T. minor, зокрема на основі досить повного зразка під назвою NJSM 15437 з формації Vincetown у Нью-Джерсі. Дослідження зразків Thecachampsoides minor із зразками Eosuchus lerichei виявило багато схожості між двома видами, включаючи повітряний отвір, а також інші особливості, такі як довгий носовий відросток між передщелепними кістками, зубні альвеоли, розташовані парами, і W-подібної форми базіокципітальний бугристість. E. minor відрізняється від E. lerichei помітно ширшим носом і передлобними відділами, розташованими спереду вище черепа, ніж слізні кістки. Тріасового ринхозавра спочатку називали Eosuchus, хоча він абсолютно не пов'язаний з однойменним крокодилоподібним. Назву ринхозавра пізніше змінили на Noteosuchus через це.

## Палеобіологія
Вважається, що шари, з яких були знайдені обидва види Eosuchus, утворилися в маргінальному морському середовищі відкладень, і, таким чином, ймовірно, відображають фактичне середовище, яке населяли ці тварини. Було припущено, що ранні гавіалоїди спочатку були солестійкими прибережними формами. Той факт, що два види Eosuchus мешкали по обидві сторони Атлантичного океану, означає, що ці популяції могли бути відокремлені географічно одна від одної, але не обов’язково повинні бути розділені стратиграфічно (тобто, якщо часові діапазони двох видів збігаються з один одного). Що ще важливіше, окремі біогеографічні ареали двох видів можуть бути доказом трансокеанського розповсюдження з одного континенту на інший. Оскільки передбачуваний вік місцевостей, з яких були знайдені зразки, досить схожий, але неточний, наразі невідомо, з якого континенту могла походити ця подія розсіювання. Нещодавня переоцінка голотипного матеріалу E. lerichei, який у минулому був погано вивчений, припускає, що це більш базальний вид і, отже, був предком E. minor у Європі.